# A477 road

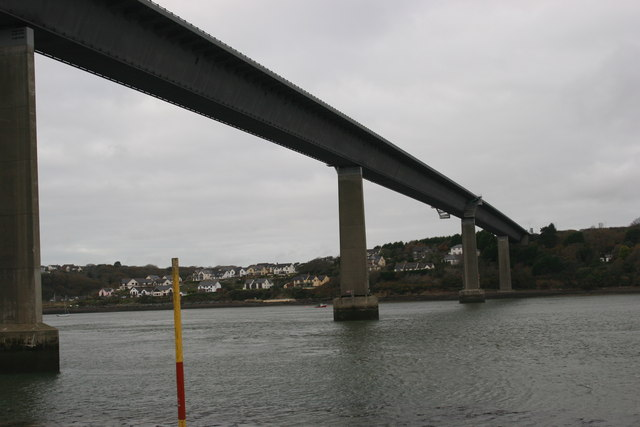
Cleddau Bridge (Aufnahme 2004)

Die A477 road (englisch für Straße A477) ist eine größtenteils als Primary route ausgewiesene Fernverkehrsstraße in Wales, Grafschaften Carmarthenshire und Pembrokeshire, die in St Clairs von der A40 road (The London to Fishguard Trunk Road (A40), zugleich Teil der Europastraße 30) abzweigt und nach Westen über Kilgetty verläuft, wo die nach Süden bis Tenby ebenfalls als Primary route ausgewiesene A478 road gekreuzt wird. Die A77 führt weiter nach Pembroke Dock (Fährhafen nach Rosslare in Irland), kreuzt das Daucleddau genannte Ästuar des River Cleddau auf der 1975 eröffneten, seit April 2019 nicht mehr mautpflichtigen Cleddau Bridge und verliert ihre Eigenschaft als Primary route. Sie setzt sich noch bis Johnston fort, wo sie auf die A4076 road trifft und an dieser endet.